# Film20
film20 – Interessengemeinschaft Filmproduktion war eine Lobbyorganisation deutscher Film- und Fernsehproduzenten mit Sitz in Berlin. Diese wurde 2001 während der Berliner Filmfestspiele gegründet und ist am 29. Januar 2008 in der Allianz Deutscher Produzenten – Film & Fernsehen aufgegangen.
Die Vereinigung hatte sich zum Ziel gesetzt, die Interessen der deutschen Film- und Fernsehbranche gegenüber der Politik zu vertreten, um auf diesem Wege für verbesserte Rahmenbedingungen für Produzenten zu kämpfen.
Wichtige Aktionsfelder von film20 waren die Durchsetzung von Produzenteninteressen bei der Urhebergesetzgebung, die Gründung der Deutschen Filmakademie, die Einführung des Deutschen Filmförderfonds DFFF und die Gründung des gemeinsamen Verbandes für Film-, Fernseh- und Entertainment-Produzenten Allianz Deutscher Produzenten – Film & Fernsehen (Produzentenallianz).
Generalsekretärin war Georgia Tornow.

## Mitglieder
- action concept
- Boje Buck Produktion
- Claussen+Wöbke+Putz Filmproduktion
- Constantin Film
- d.i.e.film
- Film Austria
- Hager Moss Film
- MME MOVIEMENT AG
- neue deutsche Filmgesellschaft (ndF)
- Odeon Film AG
- Promedium
- QI Quality International
- SCHMIDTz KATZE FILMKOLLEKTIV
- teamWorx
- typhoon ag
- UFA Film & TV Produktion
- X-Filme Creative Pool

Ehrenmitglied: Günter Rohrbach